# Razsvetljeni absolutizem
Razsvetljeni absolutizem je oblika absolutistične monarhije ali despotizma, v kateri so bili vladarji pod vplivom idej razsvetljenstva. V skladu z idejami razsvetljenstva, posebej poudarjanjem moči človekovega razuma, so izvajali številne reforme na različnih področjih, s katerimi so želeli izboljšati socialni standard, nivo pismenosti, načela osebnih človeških svoboščin, z namenom okrepiti moč države in lastno oblast. 
Najpomembnejši razsvetljeni absolutisti so bili cesarica Marija Terezija, njen sin, cesar Jožef II. iz rodbine Habsburžanov, pruski kralj Friderik II. Veliki, ki je bil prvi razsvetljeni absolutist, ruska carica Katarina II. Velika, švedska kraljica Kristina Švedska. Friderik Veliki je vladal pod močnim vplivom idej Voltaira, ki je tri leta celo preživel na Friderikovem dvoru Sanssouci, Katarina Velika pa je, poleg z Voltairom, izmenjavala korespondenco tudi s filozofom Denisom Diderotom, enim od pobudnikov Enciklopedije.
Jožef II. in Marija Terezija sta imela na tem področju veliko reform, na primer šolsko, s katero sta uvedla splošno šolsko obveznost, vojaško, s katero sta uvedla splošno vojaško obveznost, itd.